# 아버님 제가 모실게요
《아버님 제가 모실게요》는 2016년 11월 12일부터 2017년 5월 7일까지 방송된 문화방송 주말 특별기획 드라마다. 약칭은 아제모.

## 기획 의도
4남매를 출가시키고 이제는 자신들의 인생을 살아보겠다던 부부에게 어느날 4남매가 집으로 동시에 유턴하여 돌아오면서 벌어지는 이야기를 그린 드라마

## 등장인물

### 주요 인물
- 김재원 : 이현우 / 데이비드 리 역 (아역 : 심용준)
- 박은빈 : 오동희 / 방현정 역
- 이수경 : 한정은 역
- 이태환 : 한성준 / 이상우 역 (아역 : 이준서)

### 오동희의 주변 인물
- 김용림 : 오귀분 역

### 한성준의 주변 인물
- 나문희 : 황미옥 역
- 김창완 : 한형섭 역
- 김혜옥 : 문정애 역
- 이승준 : 한성훈 역
- 황동주 : 한성식 역
- 김선영 : 서혜주 역
- 신동미 : 강희숙 역
- 신기준 : 한지훈 역
- 손보승 : 한창수 역
- 오연아 : 한정화 역
- 이예원 : 한아인 역
- 안정훈 : 강민석 역
- 장은채 : 한예빈 역

### 한정은의 주변 인물
- 윤미라 : 한애리 역
- 고성현 : 류명진 역

### 그 외 인물
- 이슬비 : 방미주 역
- 조선묵 : 조무겸 역
- 박진수 : 김피디 역
- 박근수 : 박진상 역
- 한소영 : 나소희 역
- 김수아 : 홍작가 역
- 고인범 : 방광진 회장 역
- 육미라
- 유금
- 최교식
- 윤종구
- 최범호 : 형사 역
- 정동규
- 한상규
- 장세순 : 현지 관광 가이드 역
- 차영옥
- 최찬숙 : 고아원 원장 역
- 김범진
- 권지훈
- 박상현
- 김정섭
- 차민혁
- 한여울
- 이경미 : 학원차량 음주운전 사건을 조작한 의사 역
- 손경원 : 이현우 부 역
- 박정교
- 라마
- 파티마
- 조이
- 카트리나
- 문대건
- 기세형 : 흥신소 사장 역
- 이동희
- 조용상
- 오진하
- 권오경
- 문대성
- 서병덕
- 지영우
- 권혁수
- 백윤흠 : 김영태 의원 역
- 송진식
- 이윤상
- 임형태
- 강정구
- 백정교
- 이금주
- 차종호
- 민대식
- 강경우
- 윤재호
- 이석호
- 채민지
- 차민준
- 홍석연
- 하민
- 임유란
- 민효경
- 이정성
- 서광재
- 윤희원
- 홍승휘
- 설지윤
- 윤인조
- 국유진
- 김은영
- 김상일
- 정난희
- 이택근
- 송기중
- 김건호
- 이해
- 홍서준
- 이새윤
- 강현정
- 김승준
- 옥주리
- 최시형 : 장유라 남자친구 역
- 최선자 : 박창옥 역
- 김원영
- 김미희
- 김서연
- 염인섭
- 이규섭
- 미석
- 이세랑
- 강운
- 황인준 : 검사 역
- 박선우
- 정병철
- 송기중
- 김대흥
- 김미혜
- 박대규
- 용우
- 김윤주
- 남상란
- 박은영
- 김지은

### 특별 출연
- 서동원 : 서철민 역
- 김주리 : 장유라 역
- 류현동
- 장기흥
- 공창환
- 하재숙 : 조 작가 역

## 시청률
최저 시청률과 최고 시청률은 시청률 조사회사와 지역별로 시청률에 차이가 있을 수 있습니다.
| 2016년      | 2016년      | 2016년         | 2016년       | 2016년         | 2016년       |
| 회차        | 방송일      | TNmS 시청률    | TNmS 시청률  | AGB 시청률     | AGB 시청률   |
| 회차        | 방송일      | 대한민국(전국) | 서울(수도권) | 대한민국(전국) | 서울(수도권) |
| ----------- | ----------- | -------------- | ------------ | -------------- | ------------ |
| 제1회       | 11월 12일   | 9.3%           | 9.7%         | 9.7%           | 10.5%        |
| 제2회       | 11월 13일   | 10.2%          | 10.8%        | 10.2%          | 11.2%        |
| 제3회       | 11월 19일   | 9.3%           | 9.3%         | 9.4%           | 10.3%        |
| 제4회       | 11월 20일   | 12.5%          | 12.9%        | 11.4%          | 11.6%        |
| 제5회       | 11월 26일   | 9.4%           | 8.5%         | 9.5%           | 10.0%        |
| 제6회       | 11월 27일   | 12.4%          | 12.2%        | 11.3%          | 11.2%        |
| 제7회       | 12월 3일    | 7.9%           | 8.3%         | 8.8%           | 9.5%         |
| 제8회       | 12월 4일    | 12.4%          | 13.3%        | 12.3%          | 13.9%        |
| 제9회       | 12월 10일   | 8.7%           | 8.6%         | 10.1%          | 11.2%        |
| 제10회      | 12월 11일   | 12.9%          | 13.7%        | 12.4%          | 13.4%        |
| 제11회      | 12월 17일   | 8.7%           | 8.3%         | 9.5%           | 11.0%        |
| 제12회      | 12월 18일   | 12.9%          | 15.0%        | 12.2%          | 13.6%        |
| 제13회      | 12월 24일   | 9.3%           | 10.2%        | 9.2%           | 10.6%        |
| 제14회      | 12월 25일   | 13.7%          | 14.9%        | 14.4%          | 16.2%        |
| 2017년      |             |                |              |                |              |
| 제15회      | 1월 1일     | 13.4%          | 15.2%        | 14.0%          | 15.7%        |
| 제16회      | 1월 7일     | 11.4%          | 12.9%        | 10.9%          | 11.4%        |
| 제17회      | 1월 8일     | 12.8%          | 14.2%        | 13.6%          | 14.6%        |
| 제18회      | 1월 14일    | 11.1%          | 12.3%        | 11.7%          | 12.6%        |
| 제19회      | 1월 15일    | 12.6%          | 13.1%        | 13.6%          | 15.1%        |
| 제20회      | 1월 21일    | 10.8%          | 12.6%        | 10.6%          | 11.6%        |
| 제21회      | 1월 22일    | 13.2%          | 14.0%        | 13.2%          | 14.2%        |
| 제22회      | 1월 28일    | 10.5%          | 10.4%        | 10.2%          | 10.3%        |
| 제23회      | 1월 29일    | 11.4%          | 11.5%        | 12.4%          | 13.2%        |
| 제24회      | 2월 4일     | 11.2%          | 12.1%        | 11.4%          | 12.7%        |
| 제25회      | 2월 5일     | 12.7%          | 14.1%        | 13.9%          | 14.9%        |
| 제26회      | 2월 11일    | 10.5%          | 10.7%        | 11.3%          | 12.5%        |
| 제27회      | 2월 12일    | 12.9%          | 13.7%        | 14.6%          | 15.6%        |
| 제28회      | 2월 18일    | 11.0%          | 11.1%        | 12.0%          | 13.4%        |
| 제29회      | 2월 19일    | 13.0%          | 13.5%        | 13.7%          | 14.4%        |
| 제30회      | 2월 25일    | 9.9%           | 10.5%        | 11.5%          | 13.2%        |
| 제31회      | 2월 26일    | 12.0%          | 12.1%        | 13.1%          | 14.2%        |
| 제32회      | 3월 4일     | 9.8%           | 9.6%         | 11.3%          | 12.5%        |
| 제33회      | 3월 5일     | 11.5%          | 11.3%        | 13.3%          | 13.3%        |
| 제34회      | 3월 11일    | 9.2%           | 9.2%         | 10.7%          | 12.2%        |
| 제35회      | 3월 12일    | 11.4%          | 11.1%        | 13.2%          | 13.8%        |
| 제36회      | 3월 18일    | 11.8%          | 11.6%        | 13.6%          | 14.6%        |
| 제37회      | 3월 19일    | 14.1%          | 14.7%        | 16.1%          | 16.8%        |
| 제38회      | 3월 25일    | 9.8%           | 9.2%         | 12.1%          | 13.2%        |
| 제39회      | 3월 26일    | 13.0%          | 13.4%        | 14.7%          | 15.1%        |
| 제40회      | 4월 1일     | 10.1%          | 9.7%         | 11.4%          | 12.2%        |
| 제41회      | 4월 2일     | 14.4%          | 14.8%        | 14.7%          | 15.4%        |
| 제42회      | 4월 8일     | 10.7%          | 11.1%        | 11.2%          | 11.9%        |
| 제43회      | 4월 9일     | 13.6%          | 14.7%        | 14.0%          | 14.6%        |
| 제44회      | 4월 15일    | 12.9%          | 12.2%        | 13.7%          | 13.8%        |
| 제45회      | 4월 16일    | 14.0%          | 14.8%        | 13.7%          | 13.7%        |
| 제46회      | 4월 22일    | 12.7%          | 12.7%        | 13.2%          | 13.7%        |
| 제47회      | 4월 29일    | 9.8%           | 10.0%        | 10.1%          | 10.7%        |
| 제48회      | 4월 30일    | 11.6%          | 12.0%        | 11.7%          | 12.2%        |
| 제49회      | 5월 6일     | 10.1%          | 10.3%        | 11.1%          | 11.6%        |
| 제50회      | 5월 7일     | 11.7%          | 12.1%        | 13.1%          | 13.9%        |
| 평균 시청률 | 평균 시청률 | 11.4%          | 11.9%        | 12.1%          | 13.0%        |

## 결방 사유 및 편성 변경
- 2016년 12월 31일 : 2016 MBC 가요대제전 방송으로 인해 결방
- 2017년 4월 23일 : 제19대 대통령선거 방송연설 더불어민주당 문재인 후보의 연설로, MBC 뉴스데스크 방송으로 인해 결방
- 2017년 4월 29일 ~ 5월 7일 : 제19대 대통령선거 방송연설 관계로 밤 10시 40분으로 편성 변경 (47회, 48회, 49회, 50회)

## 수상
- 2017년 MBC 연기대상 주말극 황금 연기상 신동미